# M/S Lisco Gloria
M/S Lisco Gloria är en Litauiskt-flaggat ropaxfärja ägt av rederiet DFDS. Fartyget byggdes 2001 vid Stettin Wharf Stocznia Szczecińska im. A. Warskiego som Golfo Dei Coralli för rederiet Lloyd Sardegna Compangia di Navigazione från Olbia i Italien. Hon var dock inte levererats, utan istället köptes av DFDS den 19 juli 2002, och var seglade under dansk flagg som Dana Gloria. Under denna tid hon seglade på rutten från Harwich till Esbjerg som ersättare för Dana Anglia.
I juni 2003 var hon i sin tur ersatts av hennes systerfartyg, Dana Sirena, som seglade under cypriotisk flagg och som hjälpmedel för 600 istället för 308 passagerare. Fartyget senare övergick till Rasa Multipurpose Shipping, Klaipeda, omdöpt Lisco Gloria och seglade för DFDS Lisco (införlivas DFDS Seaways år 2010) på linjen mellan Klaipeda och Kiel. Fartyget hade seglat under en litauisk flagg sedan den 1 juni 2003.

## Fartygsbrand
Den 9 oktober 2010 var fartyget på väg från Kiel till Klaipeda, med 204 passagerare och 32 besättningsmän, främst litauiska medborgare. Strax efter midnatt, när fartyget färdades i Fehmarn Bält, några 8-10 km söder om Lolland, inträffade  en explosion ombord på bildäck, vilket resulterade i en brand som senare uppslukade hela skeppet. Fartyget befann sig då i tysk ansvarszon, alla passagerare och besättning räddades från färjan av den tyska kustbevakningen och några mindre fartyg som hade skyndat till platsen och överfördes till andra färjor, såsom Deutschland och MV Schleswig-Holstein. Tre personer, som hade andats in rök fördes till ett sjukhus av helikoptrar. Den tyska kustbevakningen sade att händelsen inte visade tecken på att vara en terroristattack. Fartyget senare hamnade i danska vatten, och den danska kustbevakningen sände oljesaneringsfartyg till platsen. Ett tyskt räddningsteam lyckades ta sig in fartyget och släppte ankaret . Lisco Gloria hade cirka 200 ton olja ombord, men det verkade som om fartygets bränsletankar inte hade fattat eld, men tjänstemän hade sagt att det var nästan omöjligt att släcka elden, och man koncentrerade sig på kylning av skrovet för att hindra henne från att sjunka. På morgonen noterades att hon hade 15 graders slagsida.
Efter branden bogserades hon först till Odense, Danmark där hon förklarades obrukbar. Den 16 februari 2011 påbörjade hon sin sista färd till Klaipėda där hennes skrotningen förväntades ta fem månader. Innan skrotning genomfördes undersökte den nya ägaren huruvida fartyget kunde repareras trots att hon obrukbar på grund av förväntade reparationskostnader som översteg 450 miljoner danska kronor. Skrotningen påbörjades 2011 och var färdig i början av 2012.